# 駿府城

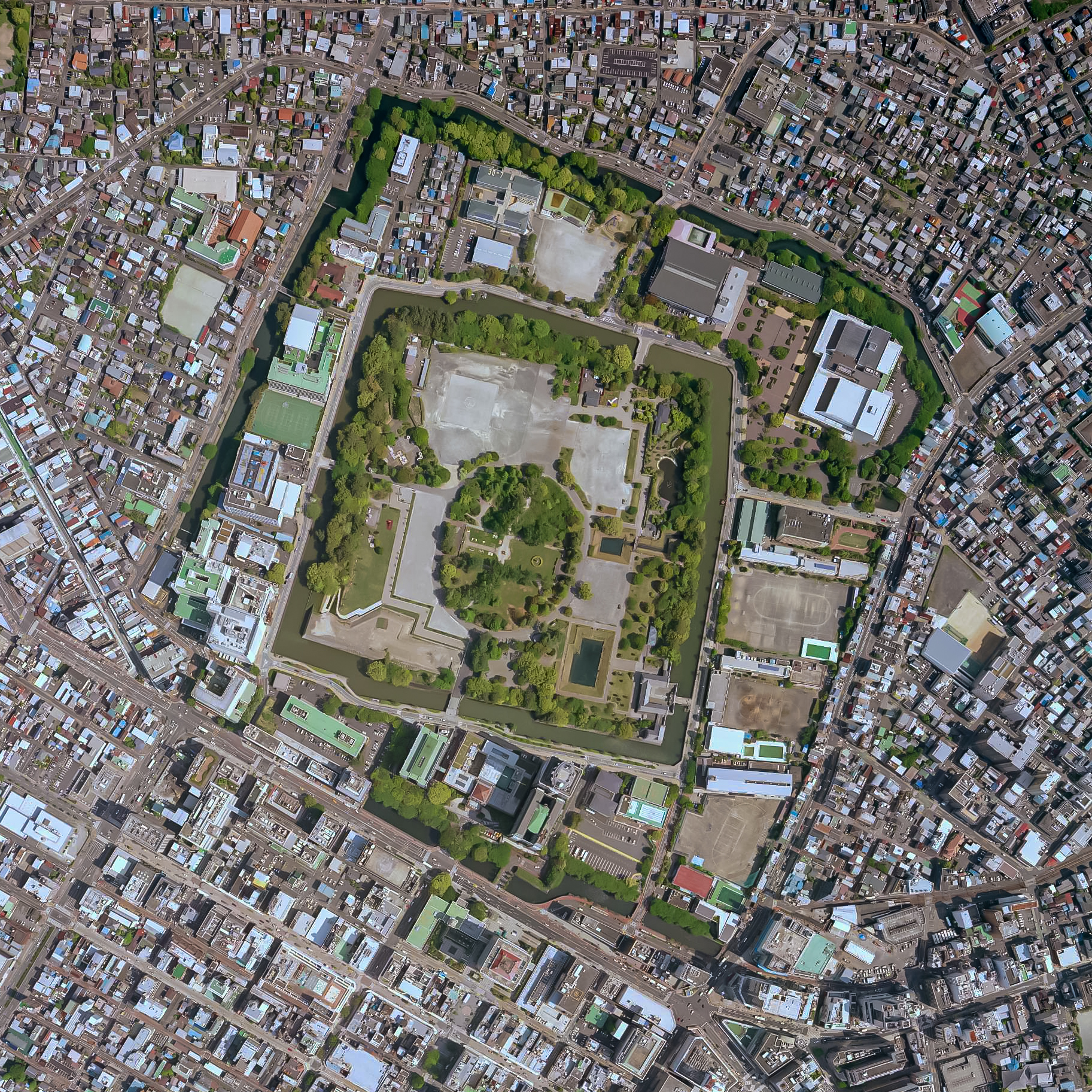
駿府城公園（2009年撮影）

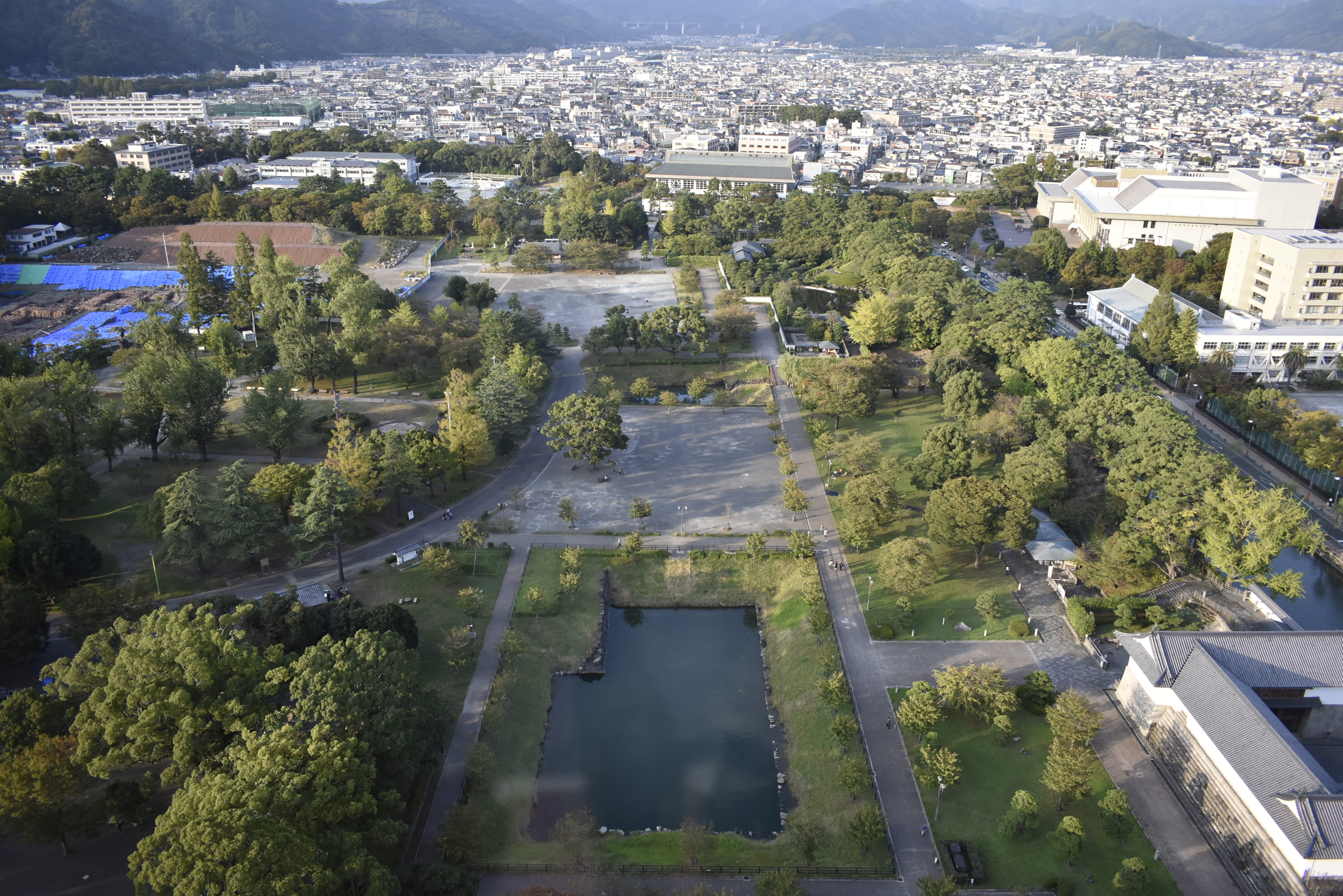
県庁展望室より駿府公園を見る(2020年10月)

内堀、中堀、外堀

駿府城（すんぷじょう）は、静岡県静岡市葵区にあった日本の城。現在城址公園として整備されている。別名は、府中城（ふちゅうじょう）、駿河府中城（するがふちゅうじょう）、静岡城（しずおかじょう）など。江戸時代には駿府藩や駿府城代が、明治維新期には再び駿府藩（間もなく静岡藩に改称）が置かれた。江戸初期には大御所政治（駿府政権）の中心地となった。
現在では、本丸と二の丸の城跡が都市公園「駿府城公園」として整備されている。

## 概要

### 今川館時代
14世紀に室町幕府の駿河守護に任じられた今川氏によって、この地には今川館が築かれ今川領国支配の中心地となっていた。
文明8年（1476年）、今川義忠が戦死すると、後継者の龍王丸（後の今川氏親）の後見人である伊勢盛時（北条早雲）と一門の小鹿範満が対立、11年後の文明19年（1487年）、盛時は今川館の範満を襲って龍王丸を当主に据えた。
天文5年（1536年）、花蔵の乱にて氏親の子である今川義元が今川館の主となる。今川氏は隣接する甲斐国の武田氏、相模国の後北条氏と同盟を結び領国支配を行ったが、桶狭間の戦いで義元が戦死すると甲斐を中心に領国拡大を行っていた武田氏との同盟関係が解消された。
永禄11年（1568年）、武田信玄の駿河侵攻にて、今川氏真の今川館は焼失。
ただし、今川館が現在の駿府城と同じ場所であったことを示す史料は無く、むしろ1982年に行われた駿府城の二ノ丸跡の発掘調査によって見つかった戦国時代の遺構はその規模から今川氏の重臣の邸宅跡と考えられたことなどから、後世の駿府城よりも西側の地域に今川館があったとする推測が強くなっているが、具体的な位置については現時点では不明である。

### 安土桃山時代
今川領国が武田領国化されると支配拠点のひとつとなるが、武田氏は1582年（天正10年）に織田・徳川勢力により滅亡し、駿河の武田遺領は徳川家康が領有した。
天正13年（1585年）から徳川家康により、駿府城は近世城郭として築城し直された。この時に初めて天守が築造されたという。そして翌天正14年(1586年)に家康が、自身が17年過ごした遠江国浜松城から駿府城に移った。その後天正18年（1590年）、豊臣政権による後北条氏滅亡に伴う家康の関東移封が行われ、徳川領国と接する駿府城には豊臣系大名の中村一氏が入城。一氏は関ヶ原の戦いの直前に死去する前、徳川方の東軍につくことを決め、戦いの後に嫡子の中村一忠が伯耆に転封されたため、駿府は内藤信成が治めた。

### 江戸時代
江戸時代初期、家康は徳川秀忠に将軍職を譲り、駿府藩を治めていた内藤信成に代わって駿府に隠居した（それにより駿府藩は一時的に廃藩となった）。政治的影響力を持ち続けた家康は大御所と呼ばれた。このとき駿府城は天下普請によって大修築され、ほぼ現在の形である3重の堀を持つ輪郭式平城が完成した。1607年（慶長12年）に、城内からの失火により、完成して間もない本丸御殿を焼失したが、その後直ちに再建工事が開始され、1610年（慶長15年）完成した。天守台は、石垣上端で約55m×48mという城郭史上最大級の規模であった。天守曲輪は、7階の天守が中央に建つ大型天守台の外周を隅櫓・多聞櫓などが囲む特異な構造となった。
駿府城の築城に当たっては伊豆石という伊豆半島産の石材も使用されたようである。沼津市井田の井田高田四郎家文書、宝暦・明和・文化年間の井田村「村差出帳」に、水戸徳川家の石丁場と、江戸・駿府城の為に石を切り出した公儀の石丁場が所在した記録が残っている。また、細田家史料には、「駿河様御丁場」の記載がある。沼津市重寺村付近の、地元の室伏家文書には、天和年間に江戸の町人請負、寛永六年頃に駿河徳川家、寛永十二年頃に越前最小、享保十四年「村差出し」などから駿府城・久能山・江戸城の御用石を商人請負で切り出していたことがわかっている。
1609年（慶長14年）に家康の十男・徳川頼宣が50万石で入封し駿府藩が復活したが、1633年（寛永10年）以降は明治維新まで幕府の直轄地となり駿府城代が置かれた。

### 現在
三ノ丸には官庁や学校などの公共施設が立地し市街地化しているが、二ノ丸・本丸は「駿府城公園」として市民に開放されている。三重の堀のうち外堀の三分の一は埋め立てられて現存しない。中堀は現存するが一部の石垣は過去の地震によって崩落したままになっており土塁のようになっている。また、内堀は明治時代に陸軍歩兵第34連隊が駐屯中に埋められたが、部分的に発掘され保存されている。
1989年に市制100周年の記念事業として二ノ丸南東の巽櫓（たつみやぐら）が、1996年には東御門（櫓門）と続多聞櫓が伝統的工法によって復元された。内部は資料館となっており見学することができる。また、2014年（平成26年）3月末には二ノ丸南西角に坤櫓（ひつじさるやぐら）も復元された。「駿府城二之丸東御門」が、平成9年度手づくり郷土賞受賞。
2016年（平成28年）8月より天守台の発掘調査が始まった。調査は2020年2月まで行われ、石垣の状態確認や学術データの採取が実施される。

## 歴史

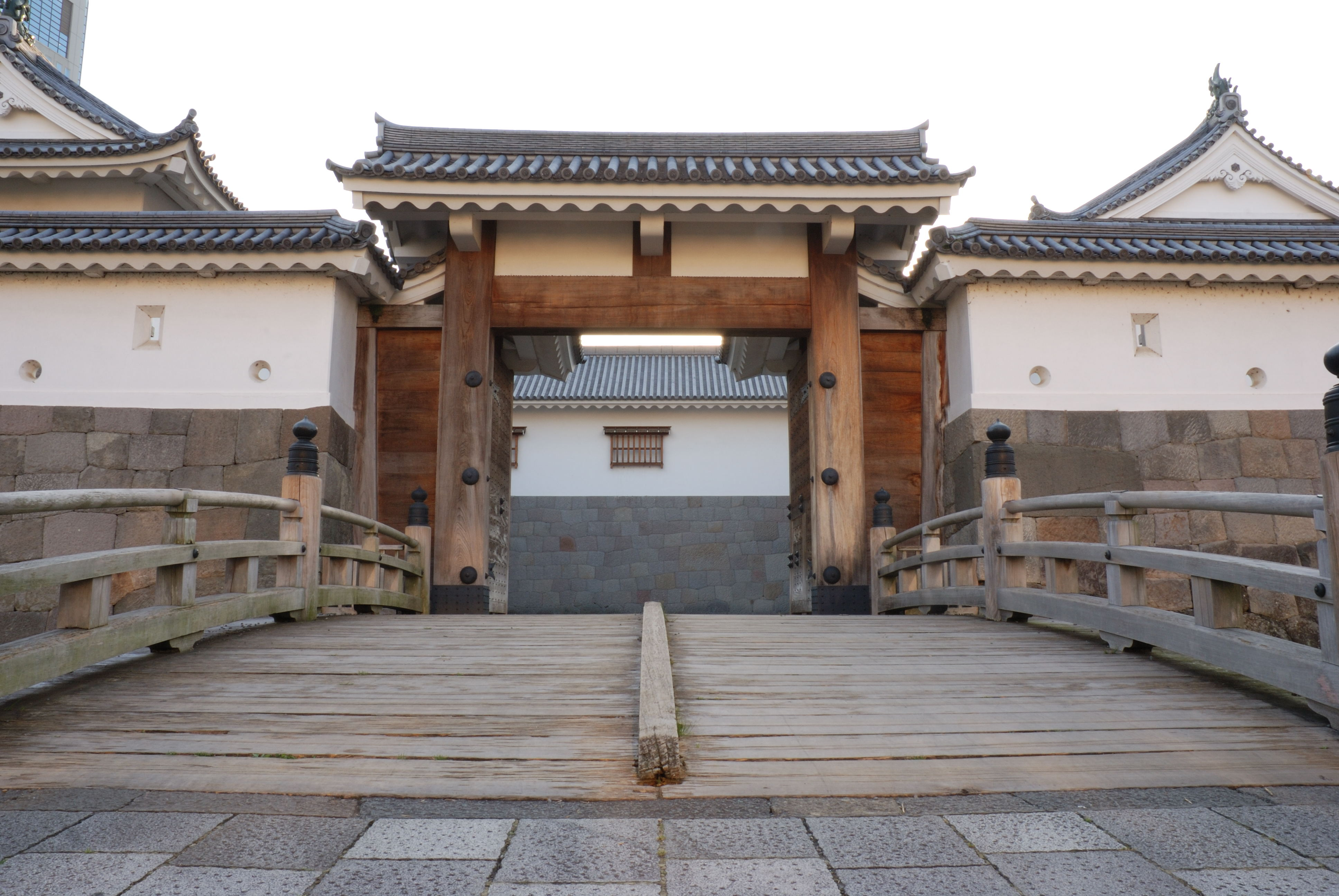
東御門　高麗門（復元）

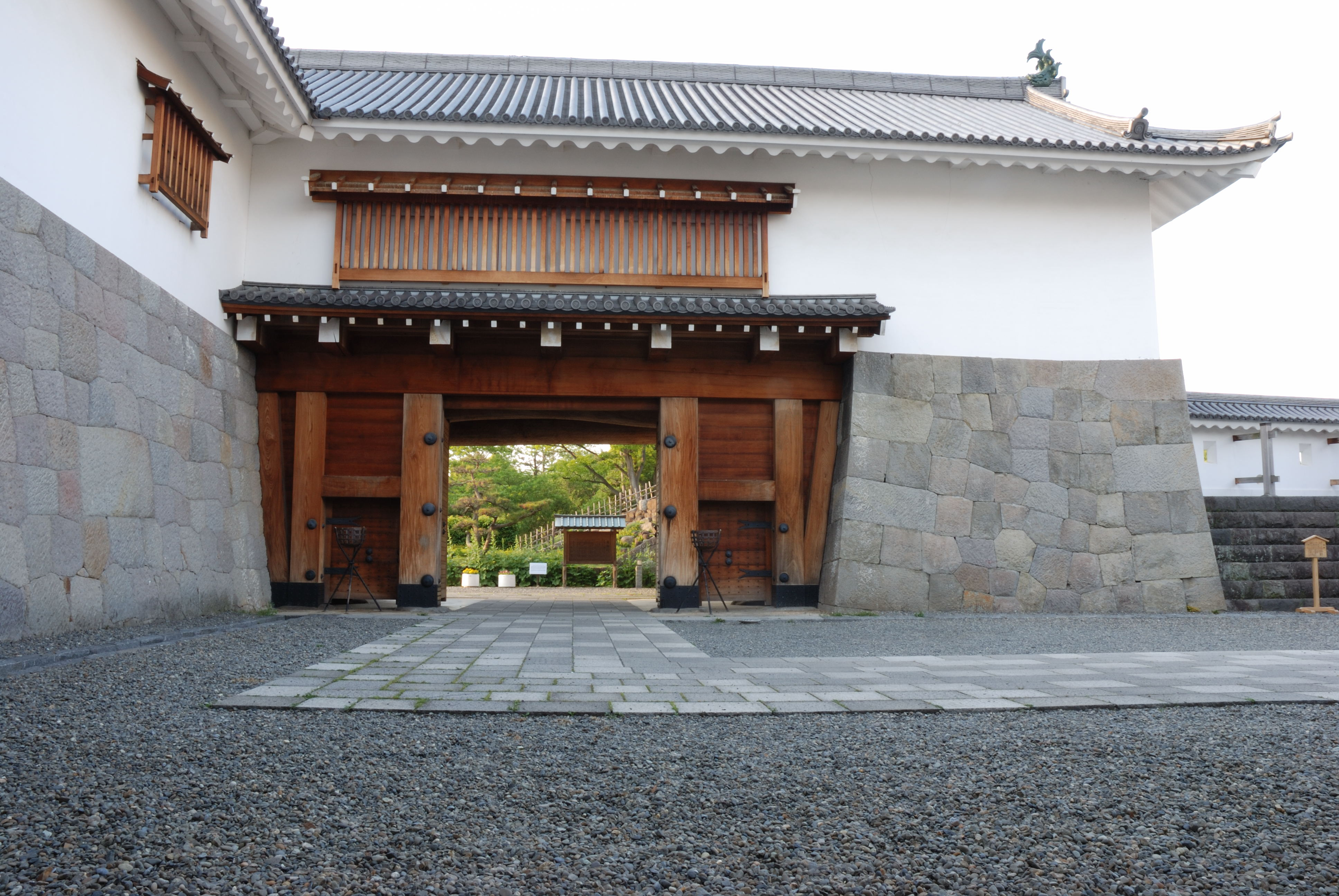
東御門　櫓門（復元）

中堀

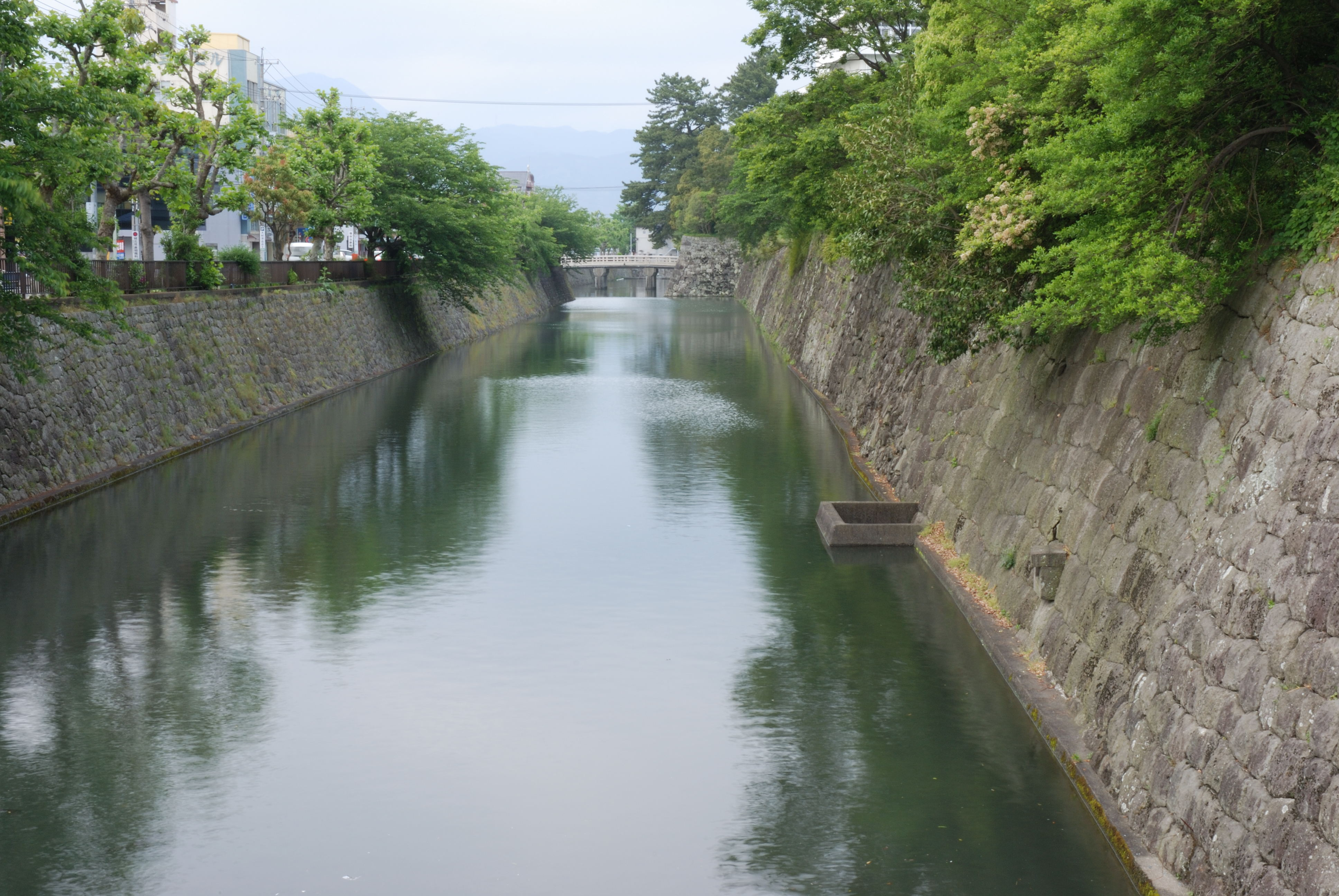
外堀

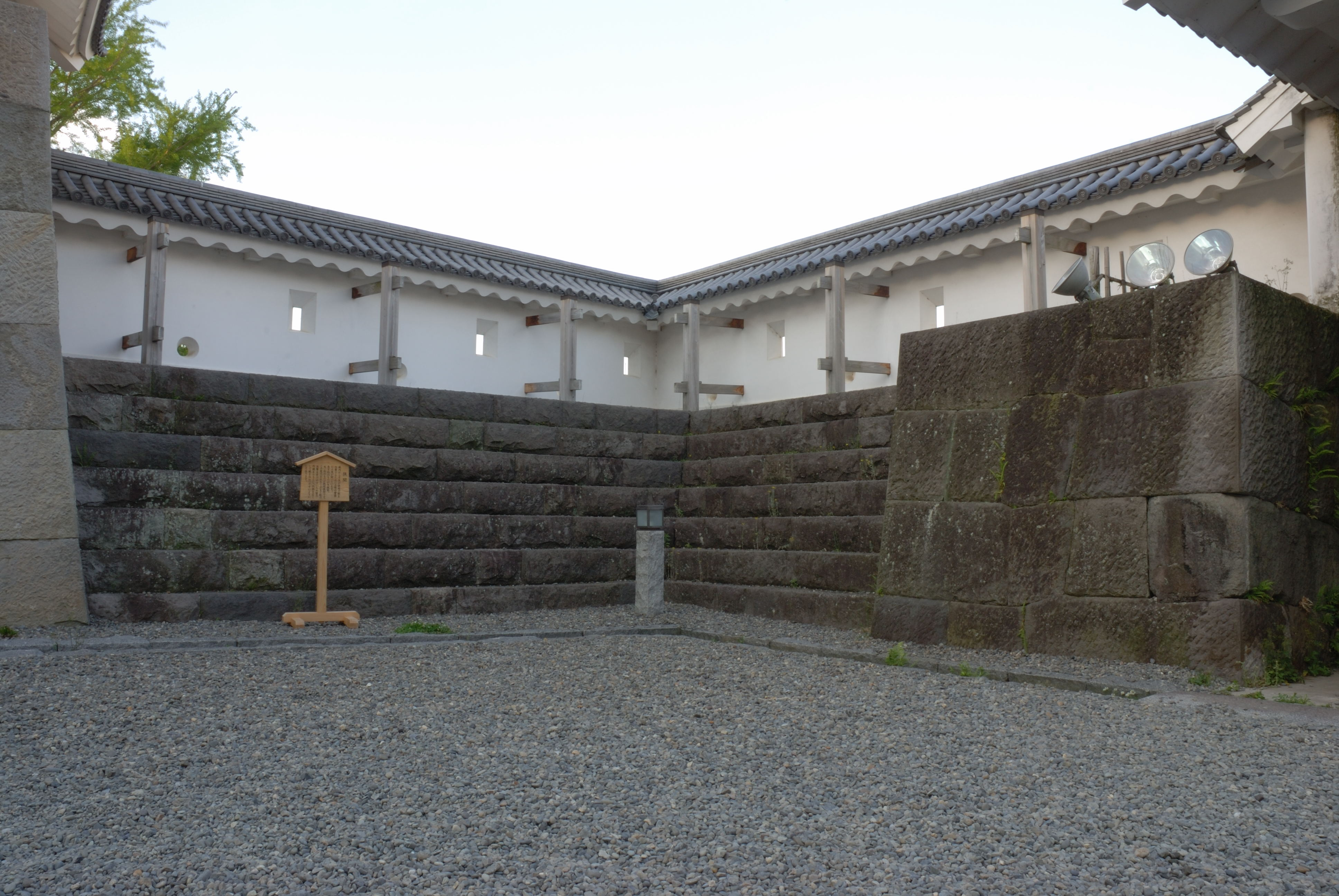
塀　内側

坤櫓　内側

本丸跡にある鷹狩り姿の徳川家康公之像

### 安土桃山時代
- 1585年（天正13年） 駿河国を支配した徳川家康が築城開始[4]。
- 1586年（天正14年） 駿府城本丸御殿が完成。家康、17年間過ごした遠江国浜松城から本拠地を駿府城に移す。[4]。
- 1588年（天正16年） 駿府城天守の工事開始[4]。
- 1589年（天正17年） 駿府城天守・城郭が完成[4]。
- 1590年（天正18年） 小田原征伐後、江戸に移封となった徳川家康に代わり、中村一氏が大名として入城。

### 江戸時代

#### 大御所政治時代
- 1601年（慶長6年） 家康の異母弟ともいわれる内藤信成が駿府城主に任ぜられる。
- 1606年（慶長11年） 内藤信成が長浜城主に移封される。
- 1607年（慶長12年）
  - 2月 駿府城拡張工事開始[5]。
  - 3月 家康、入る[5]。
  - 12月 失火により御殿・天守など本丸の全てを焼失。直ちに再建にかかる。
- 1608年（慶長13年） 本丸御殿・天守等完成。家康、18年ぶりに駿府城へ移る[5]。
- 1609年（慶長14年） 家康の第十子・徳川頼宣が駿府城主となる。
- 1610年（慶長15年） 天守完成[6]。
- 1614年（慶長19年） 家康、二条城に移る[7]。
- 1616年（元和2年） 家康、駿府城で死去（75歳）[7]。

#### 家康没後の江戸時代
- 1619年（元和5年） 頼宣が和歌山城主に移封。
- 1624年（寛永元年） 徳川秀忠の第二子・徳川忠長が駿府城主となる。
- 1631年（寛永8年） 忠長が乱心、兄である徳川家光に改易と蟄居を命じられる。
- 1632年（寛永9年） 忠長が高崎城で自刃。以後、駿府は公儀御料（江戸幕府直轄領）となり、駿府城代・駿府定番（副城代に相当）が置かれる。
- 1635年（寛永12年） 城下の火災が城に延焼し、大半を焼失。
- 1638年（寛永15年） 御殿・櫓・城門等が再建されるも、城主がいないため、天守は再建されず。
- 1707年（宝永4年）宝永地震により駿府城石垣等が大破し、建物も1/3焼失[6][8]。
- 1708年（宝永5年）駿府城修復[8]。
- 1854年（安政元年）安政の大地震により駿府城内外の建物、石垣などほぼ全壊する[6]。
- 1857年（安政4年）修復工事の着手[6]。
- 1858年（安政5年）修復工事の完了[6]。

### 近現代
- 1868年（慶応4年） 江戸城開城に伴い徳川慶喜は退隠。養嗣子田安亀之助 (徳川家達) が駿府藩主となり駿府城に移る。
- 1869年（明治2年） 江戸が東京に、駿府が静岡に改名される。廃藩置県により、静岡藩（駿府藩から改称）知県事徳川家達が東京に移る。以降城内の建物が破却され、南側が県庁敷地、それ以外は茶畑に転用される[9]。
- 1891年（明治24年） 静岡市に払い下げられ、公園（中央公園）となる[10]。
- 1896年（明治29年） 歩兵第34連隊の誘致に伴い、本丸堀（内堀）は埋められ、城郭施設はすべて取り壊される。
- 1897年（明治30年） 三ノ丸に城代橋設置[11]。
- 1906年（明治39年） 凱旋橋の開設[11]。
- 1949年（昭和24年） 大蔵省より静岡市に再度払い下げ、公園として整備。
- 1951年（昭和26年） 公園の名称を公募により駿府公園と命名。
- 1989年（平成元年） 巽櫓復元、資料館として公開[10]。
- 1996年（平成8年） 東御門復元、資料館として公開。
- 2006年（平成18年） 日本100名城（41番）に選定。
- 2009年（平成21年） 8月11日午前5時7分、駿河湾沖を震源とする駿河湾地震（M6.5）により、中堀や外堀など複数個所で石垣の一部が崩壊。
- 2012年（平成24年） 4月1日、駿府公園を駿府城公園に改称。
- 2014年（平成26年） 4月2日、二ノ丸坤櫓復元、資料館として公開[12][13]

。
- 2015年（平成27年）9月18日 - 9月27日：徳川家康の400回忌を記念した「駿府天下泰平まつり」が開催された[15]。
- 2016年（平成28年）8月　天守台発掘調査開始[3]。
- 2018年（平成30年）10月　慶長期以前の天守台や金箔瓦などが発見された。静岡市は当初、これらは天正期天守と慶長1期天守との間に存在した天守で豊臣秀吉が中村一氏に築かせたこれまで存在を裏付ける証拠が見つかっていない、幻の城とした。[16]
- 2020年（令和2年）1月　先述した慶長期以前の天守台に橋台で接続する形で小天守台が新たに確認された。小天守は『家忠日記』で確認される上、豊臣家の天守に小天守があった例は無く、天正期に家康が築城した跡と見解が修正された。一方で当時としては大きな石材を用いた石垣や金箔瓦のデザインから、豊臣家の関与がどれだけあったかについては、築城当時における豊臣・徳川の関係、徳川の築城技術を論点として様々な意見が主張されている。

## 縄張
駿府城は北にある賤機山と東にある谷津山の稜線を延長した線が交わる位置にある。西には安倍川と藁科川があるが、城下まで流れていた前者を、慶長期にいわゆる薩摩土手により流路を変更させ合流することで、城下町の治水と西への防備とした。北西には淺畑沼が広がるが近世以降は徐々に耕地化された。沼からの流れは巴川として清水湊に繋がり、水運として活用された。
慶長期以前の縄張は不明な点が多いが、発掘調査により天正期天守台は慶長期天守台より一段奥まった位置にあった。また『当代記』には慶長期の二の丸にあった竹腰正信の屋敷は天正期は井伊直政の屋敷として二の丸の外にあったとされ、慶長期と比較して一周り小さい規模だった。
家康の隠居城としての改修は当初は天正期の城より南の河野辺に新規築城する計画だったが、その後に従来の城を南北へ拡張する形に変更された。大改修が行われた駿府城は、輪郭式平城として本丸を中心として二の丸・三の丸が同心円状に巡る縄張で、何れも石垣と水堀が巡りている。ただし三の丸は本丸・二の丸に対して少し傾いている。
本丸は北西に天守台が南に正門として玄関前門、東に台所門、北に天守下門があり、何れも枡形を形成している。この基本構成は同時期築城の名古屋城本丸と全く同一であり、また天守台の位置が不明で土塁造りではあるが高田城本丸とも類似している。両城は共に家康の子（徳川義直・松平忠輝）の居城として築城された。
二の丸は仕切り石垣で複数に区画されており、これは徳川大坂城や寛永度二条城二の丸と同様の構造である。四方に枡形門（南：二ノ丸門（正門）、東：東門、北：北門、西：清水門（跳ね橋））を構え、また本丸と二の丸の水堀を繋ぐ水路があり、二の丸の出口は水門と櫓で厳重に守られていた。二の丸には本多正純や竹腰正信の屋敷、本丸の台所門出口近くには台所や米蔵があり、また南西は西の丸と呼ばれ秀忠が駿府に赴いた際に使用した御殿があった。三の丸は、南に二箇所（東側大手門、西側：四足門）・東に横内門・北に草深門があり、家康の隠居城時代は能楽専用の屋敷があった以外は屋敷地として使用され、幕府直轄期は城代・定番・在番等の屋敷地となった。二の丸と三の丸を繋ぐ水路もあり、西の横内門を通って三の丸の堀と繋がっていた。何れの水路も船の往来は不可能だった。

## 建築物
1610年（慶長15年）再建時の大工棟梁（大棟梁）は中井大和守正清であった。また、地元の大棟梁華村長左衛門尉正重とその子孫10代が、幕末まで同城の修復を手掛けている。
再建時に中井家の大工が手掛けた建築物とその作事奉行は次のようになる。
- 天守、二ノ丸書院・数寄屋：小堀政一
- 本丸小天守・対面所・書院・小台所・未申櫓：彦坂光正
- 本丸丑寅隅櫓：秋山甚右衛門・青木勘右衛門
- 本丸辰巳櫓・同長屋・おあちや御家・二ノ丸東門：井出正次
- 涼櫓・二の丸遠侍：三浦直正
- 本丸御亀御家:豊島忠次・間宮三郎右衛門
- 二の丸坊主部屋：辰巳藤右衛門
- 本丸天守の南櫓・同御あちや下御末部屋：村上吉正
- 本丸中ノ局おかち御家：三宅岩木老
- 本丸御殿広間：日向政成
- 本丸遠侍：鈴木新五右衛門
- 二ノ丸鎰干蔵：伊奈忠次
- 二ノ丸西門：中坊久三郎
- 二ノ丸上台所：島田直時

慶長2期の本丸は、天守台の上屋以外が記載された指図が残っており、これに従えば天守台以外の櫓は北東・南東・南西・天守南の5つで上記の記録と一致する。全周は名古屋城本丸と同様に多門櫓で囲われていた。
慶長2期本丸御殿は1期の本丸御殿が火事で全焼したため、総瓦葺で家康の御座所のみ白鑞葺だった。指図には主な建物として遠侍（付：玄関）・広間（大広間）・対面所（白書院）・御殿（書院・黒書院）・寝間（御座之間）・書院（涼櫓・数寄屋）が東から西へ雁行しており、また奥には台所や側室や家康の子のための御殿が複数描かれている。なお上記の作事奉行担当一覧と指図と比較すると、家康の寝間と後述する移築・現存するお万の御殿に相当する記述がないが、これは死後罪に問われた大久保長安の担当と考えられる。

### 天守

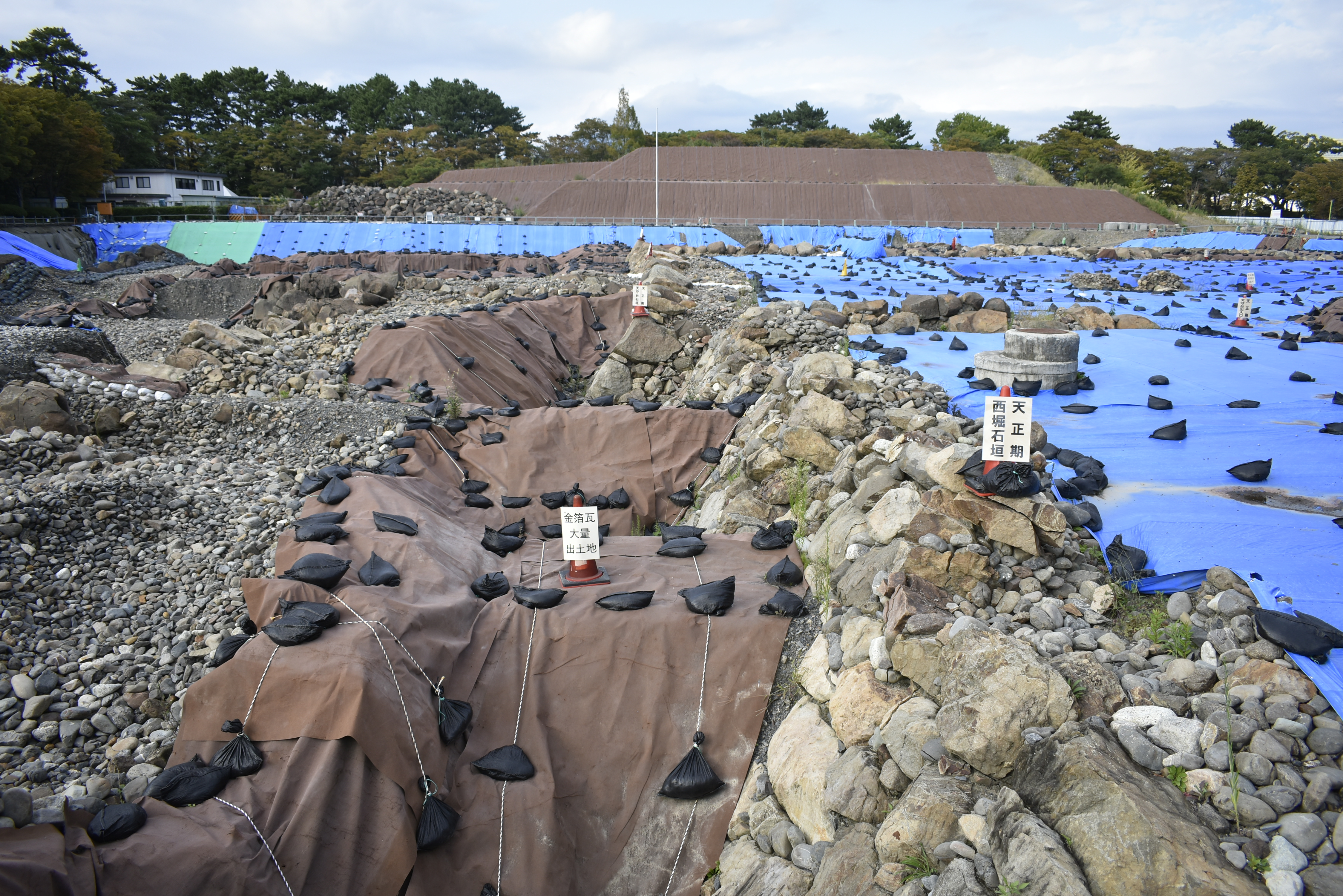
天守台の発掘調査（2020年10月）

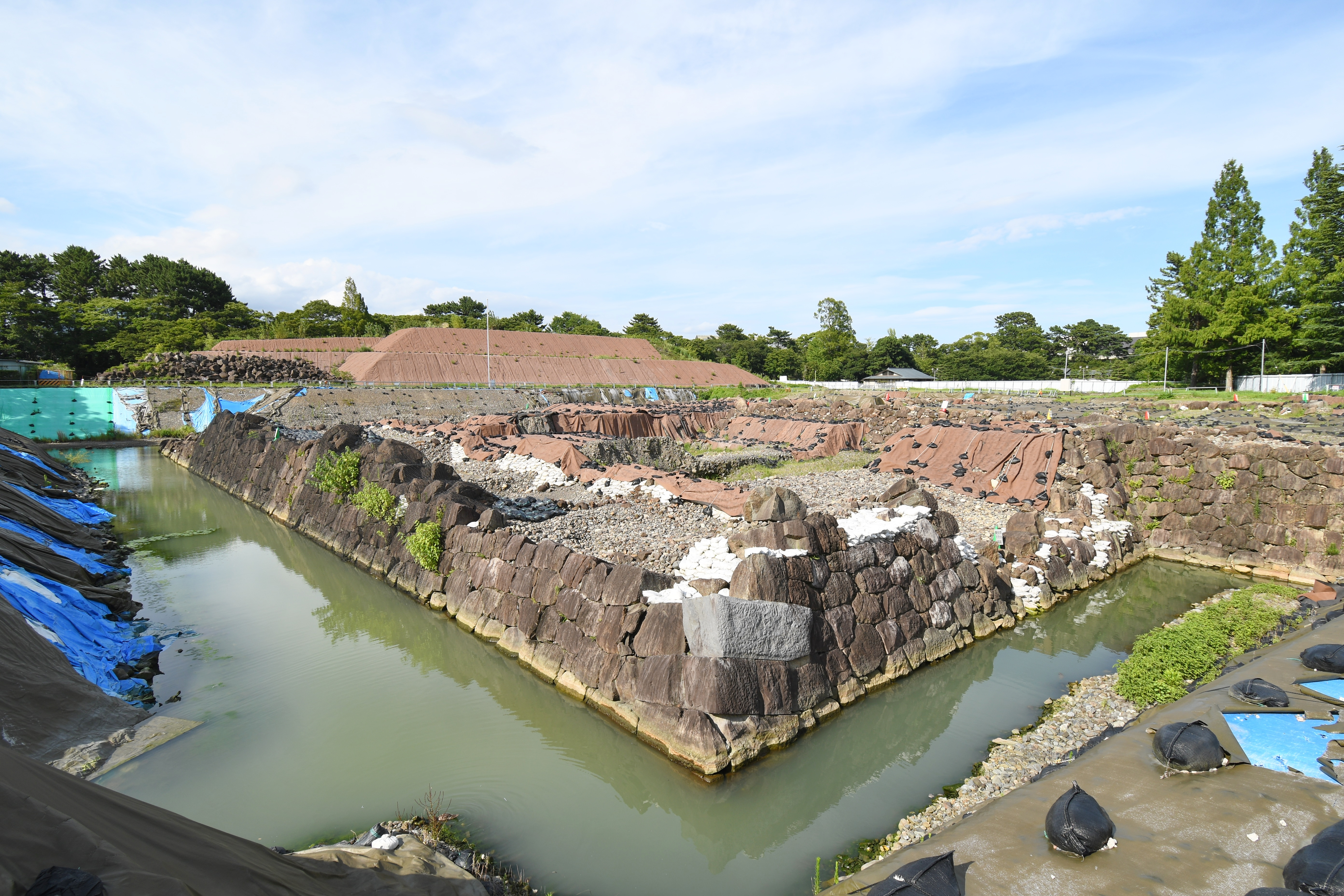
天守台の発掘調査（2022年7月）

駿府城の天守は3度建てられた。まず、天正年間（1573年-1592年間）または天正17年（1589年）に建てられた天正期天守。次が、1607年（慶長12年） の慶長1期天守でこの天守は完成後まもなく焼失した、もしくは建築前に本丸が火災に遭い中止したと見られる。最後は、1608年（慶長13年）に再建された慶長2期天守である。1896年（明治29年） まで現存した天守台は、この慶長2期のものである。
天正期天守に関しては小天守があったという記録のみで、慶長1期天守も資料が少ない。そのため、現在主に研究対象とされているのは、駿府城最後の天守となった慶長2期天守である。大日本報徳社蔵の『駿州府中御城之図』より、淀城の天守と同じく天守台に余裕を持たせて天守をほぼ中央に建て、4隅に二重櫓を建てて多聞櫓を建て廻したという説が最も有力とされている。この説に対して、2階に廻縁高欄があること、家康が富士山の眺望を無視するはずがないことなどから八木清勝は疑問を指摘している。
天守の外観は『慶長日記』や『当代記』などより次の事が判明している（なお、両文献も柱間は7尺間としている）。
- 1階 - 10間×12間、四方に落縁
- 2階 - 同上、四方に欄干
- 3階 - 同上（9間×11間）、腰屋根は瓦
- 4階 - 8間×10間、腰屋根・破風・鬼板は白鑞製、懸魚・鰭・逆輪・釘隠は銀製
- 5階 - 6間×8間、腰屋根・懸魚・鰭・唐破風・鬼板は白鑞製、逆輪・釘隠は銀製
- 6階 - 5間×6間（5間×8間）、屋根・破風・鬼板は白鑞製、懸魚・鰭・逆輪・釘隠は銀製
- 7階 - （4間×5間）、屋根・破風は銅製、軒瓦は鍍金、懸魚・鰭・破風の逆輪・釘隠は銀製、筋・鴟吻・熨斗板・逆輪・鬼板は金製

※括弧内の記述は『武徳編年集成』による。
この他、水戸徳川家が相続した家康遺産の目録には、遺産が元々あった駿府城内の場所が記載されている。この中に「御天守　穴蔵　御天守　らんかん（欄干）のひさし（庇）　穴蔵二階」とあり、これに従えば落縁や欄干のある1・2階は穴蔵の体裁となるため、形式的には5重5階地下2階となる。この他に「御天主　とりつき（取付）二階」「穴蔵取次之榔下」とあり、『駿州府中御城之図』にも描かれている天守台外周上の多聞櫓と天守を繋ぐ渡櫓は2階建てになる。
外見は狩野探幽筆『日光東照社縁起』（日光東照宮蔵）や住吉如慶筆『東照宮縁起絵巻』（紀州東照宮蔵）に天守の最上階から下3重目までの外観が描かれている。また駿府築城の様子を描いたものとされる『築城図屏風』（名古屋市博物館所蔵）に三重櫓を伴う重層な天守が描かれているが、近年では、金沢築城の様子であるという説が有力視されている。
なお慶長2期天守の完成後、家康は天守の窓戸から雨のように水が漏れると苦情を漏らし、名古屋城天守も同じ状態にならないことを求めている。
天守木造復元の検討
天守の構造について確定的な資料は発見されていない。このため、復元時に採用する構造については様々な立場から複数の案が出されている。静岡市による、天守台の復元計画がある。又、天守台は発掘調査によって江戸城の天守台より大きいことが分かった。
以下に代表的な例を挙げる（全て慶長2期天守の復元案）。
- 内藤昌案 - 2階上に土瓦の腰屋根を追加し、3階上の屋根を白鑞瓦としている。3階上に大入母屋を載せ、6階と7階は同一平面規模（6階は破風部屋）の5重7階、後期望楼式。白漆喰壁（ただし柱型は黒色）で最上階に高欄を設けている[22]。
- 八木清勝案 - 2階上に土瓦の腰屋根を追加し、3階上と5階上に大入母屋を載せた6重7階、後期望楼型。白漆喰壁（ただし3階のみ黒色）で最上階に高欄を設けている。1階の玄関に大きな唐破風があるので、2階の高欄の一部が途切れている[23]。
- 宮上茂隆案 - 2階上に土瓦の腰屋根を追加し、3階上の屋根を白鑞瓦としている。5階上に大入母屋を載せ、6階と7階は同一平面規模（6階は破風部屋）の5重7階、後期望楼式。白漆喰壁[24]。
- 三浦正幸案 - 2階上に土瓦の腰屋根を追加している。6重7階の層塔式、壁面は黒色処理をした銅板張り[25]。
- 西ヶ谷恭弘案 - 2階上に土瓦の腰屋根を追加し、3階上の屋根を白鑞瓦としている。6重7階で白漆喰壁で、最初に後期望楼式[26]をその後に層塔式の案[27]を出す。
- 平井聖案 - 5重7階の層塔式で、壁面は黒色（ただし、6重も考慮している）[28]。

静岡市による検討
「静岡市駿府城天守閣建設可能性検討委員会」で有識者による検討会が8回にわたって行われた結果、2010年3月に天守復元をはじめとした城跡の公園整備についての提言がまとめられた。
これによると、公園整備は単なる観光目的ではなく「風格」のあるものとして整備することが望ましいとされている。また、天守など復元建築物については史実に忠実であるべきだが、確定的な資料も発見されておらず最低限必要な資料が揃っていないため現時点での復元は困難としている。一方で天守台については確定的な資料があるため、史実に基づく復元は可能という。
同委員会では、現時点で天守復元についての結論を得ることはできない現状とともに、まずは城跡としての文化財的価値についての理解や国による史跡指定が必要な段階としており、その観点から公園名を「駿府城公園」に変更することを提言した。

## 遺構

### 堀・石垣
内堀は、発掘・復元された南東の一部と中堀との間を結ぶ水路、天守台発掘調査で露出した部分を除いて埋立て消滅しているが、中堀と東辺以外の外堀はほぼ江戸期の姿を残している。ただし、歩兵第34連隊が置かれた後に架けられた凱旋橋、城代屋敷跡付近の城代橋、静岡県庁本館前など、江戸期とは異なる位置に架橋されている箇所がある。
中堀・外堀外縁の石垣・土塁は、1854年（嘉永7年）の安政東海地震による崩落や明治以降の改変によって積み直されている箇所が多いが、大手御門の虎口や北御門跡などが往時の姿をよく残している。また、残存する石垣に天下普請を物語る刻印を確認することができる。又、現存する堀は中堀と外堀の一部だけである。

### 移築建築物
駿府城のお万の居間が移築され、静岡県三島市にある妙法華寺の奥書院として現存している。これが駿府城唯一の現存建築物であり、三島市文化財に指定されている。なお、一般には公開されていない。

## 駿府城代

駿府城代警護の大手門枡形跡

駿府定番警護の四足門跡石垣

### 駿府城代・定番
1633年（寛永10年） 、江戸幕府は徳川忠長が改易されて直轄領となった駿府に駿府城代を置き、東海道の要衝である当地の押えとした。駿府に駐在して当城警護の総監・大手門の守衛・久能山代拝などを管掌した。将軍直属で譜代大名の職である大坂城代とは異なり、駿府城代は老中支配で大身旗本の職であるが、老中支配の中では最高位の格式を持ち、御役知2000石、伺候席は雁間詰めであった。
また、1649年（慶安2年）に設置された駿府定番は、駿府城代を輔ける副城代に相当し、当城の四足門の守衛を担当した。駿府城代と同様に老中支配で、御役高1000石・御役料1500俵、芙蓉間詰めであった。

### 駿府在番・勤番
駿府城には、定置の駿府城代・駿府定番を補強する軍事力として駿府在番が置かれた。江戸時代初期には、幕府の直属兵力である大番が駿府城に派遣されていたが、1639年（寛永16年）には大番に代わって将軍直属の書院番がこれに任じられるようになった。その後約150年間、駿府在番は駿府における主要な軍事力として重きをなすとともに、合力米の市中換金などを通じて駿府城下の経済にも大きな影響を与えたとされる。
しかし1790年（寛政2年）に書院番による駿府在番が廃止され、以降は常駐の駿府勤番組頭・駿府勤番が置かれて幕末まで続いた。この駿府勤番組頭・駿府勤番は駿府城代支配の役で、それぞれ御役高500石・御役料300俵と御役高300俵であった。

### 駿府城代支配
駿府城代支配の諸役としては、既述の駿府勤番組頭・駿府勤番の他に、駿府城内の武器・弾薬を管理する駿府御武具奉行や交代寄合の榊原氏が世襲で務めた久能山総門番などがある。
駿府城代は、こうした支配の諸役と駿府加番などで構成される駿府における番方（軍事・警備）の要として、駿府の庶政を掌る役方の駿府町奉行とともに直轄地・駿府を幕末まで治めた。

### 歴代駿府城代
- 渡辺茂 1619年（元和5年） - ?
- 松平重勝 1619年（元和5年） - 1620年（元和6年）
- 松平重忠 1621年（元和7年） - 1624年（寛永元年）
- 松平勝政 1633年（寛永10年）2月9日 - 1633年（寛永10年）2月
※松平勝政は大番頭と御城代を兼との記述があり、同じ本[30]に大久保玄蕃頭忠成が「府中御城代の始也」と書かれている。在任中に知行2千石を与えられる、制度としての駿府城代は大久保忠成が最初。
- 大久保忠成 1633年（寛永10年）2月26日 - 1656年（明暦2年）1月12日
- 松平重信 1656年（明暦2年）1月12日 - 1669年（寛文9年）7月23日
- 松平乗真 1669年（寛文9年）7月27日 - 1676年（延宝4年）4月2日
- 松平勝易 1676年（延宝4年）6月3日 - 1680年（延宝8年）5月
- 三枝守俊 1680年（延宝8年）8月12日 - 1695年（元禄8年）12月25日
- 青山幸豊 1696年（元禄9年）1月15日 - 1720年（享保5年）3月4日
- 青山幸能 1720年（享保5年）4月5日 - 1725年（享保10年）3月15日
- 酒井忠隆 1725年（享保10年）3月22日 - 1736年（元文元年）8月
- 板倉勝淳 1736年（元文元年）9月10日 - 1739年（元文4年）9月2日
- 松平康郷 1739年（元文4年）9月6日 - 1751年（寛延4年）3月25日
- 土屋秀直 1751年（寛延4年）3月25日 - 1754年（宝暦4年）8月13日
- 中根正直 1754年（宝暦4年）8月26日 - 1759年（宝暦9年）8月18日
- 久世広寛 1759年（宝暦9年）10月21日 - 1764年（明和元年）6月24日
- 花房職朝 1764年（明和元年）6月28日 - 1765年（明和2年）11月5日
- 菅沼定用 1765年（明和2年）11月15日 - 1768年（明和5年）3月21日
- 武田信村 1768年（明和5年）5月1日 - 1778年（安永7年）8月9日
- 本多忠弘 1778年（安永7年）8月15日 - 1785年（天明5年）7月3日
- 北条氏興 1785年（天明5年）7月12日 - 1796年（寛政8年）5月20日
- 近藤用和 1796年（寛政8年）9月14日 - 1799年（寛政11年）10月29日
- 浅野長致 1799年（寛政11年）11月24日 - 1800年（寛政12年）2月3日
- 杉浦正勝 1800年（寛政12年）4月2日 - 1802年（享和2年）5月19日
- 松平忠明 1802年（享和2年）5月19日 - 1805年（文化2年）2月8日
- 安藤直之 1805年（文化2年）2月29日 - 1805年（文化2年）8月10日
- 内藤正範 1805年（文化2年）8月21日 - 1807年（文化4年）1月29日
- 浅野長富 1807年（文化4年）2月8日 - 1814年（文化11年）7月28日
- 高木守富 1814年（文化11年）8月28日 - 1816年（文化13年）10月12日
- 松平定能 1816年（文化13年）10月24日 - 1819年（文政2年）9月14日
- 戸田忠従 1819年（文政2年）10月15日 - 1825年（文政8年）2月17日
- 松平信弥 1825年（文政8年）2月28日 - 1825年（文政8年）4月15日
- 安藤広栄 1825年（文政8年）4月28日 - 1827年（文政10年）2月27日
- 諏訪頼存 1827年（文政10年）3月28日 - 1829年（文政12年）5月3日
- 松平定謐 1829年（文政12年）5月15日 - 1832年（天保3年）3月8日
- 堀田一知 1832年（天保3年）3月20日 - 1835年（天保6年）5月24日
- 大久保忠侃 1835年（天保6年）5月24日 - 1841年（天保12年）5月27日
- 菅沼定志 1841年（天保12年）6月24日 - 1845年（弘化2年）3月
- 小笠原信名 1845年（弘化2年）7月8日 - 1846年（弘化3年）3月28日
- 本多忠興 1846年（弘化3年）3月28日 - 1852年（嘉永5年）5月14日
- 坪内定保 1852年（嘉永5年）7月8日 - 1857年（安政4年）2月9日
- 室賀正発 1857年（安政4年）2月9日 - 1859年（安政6年）2月24日
- 土岐朝昌 1859年（安政6年）4月22日 - 1862年（文久2年）
- 酒井忠讜 1862年（文久2年）12月28日 - 1864年（元治元年）
- 本多正訥 1864年（元治元年） - 1868年（慶応4年）3月

## 駿府加番

一加番稲荷神社（鷹匠一丁目）

駿府加番は江戸幕府の職制で、大名1名と寄合旗本2名が交代で務める駿府城外の警護役である。駿府城外堀外縁を囲む3箇所に置かれ、詰所・鉄砲場・馬場他を備える広大な役宅を有した。当初は一加番（町口）・ニ加番（鷹乃森）の2箇所であったが、1651年（慶安4年）の慶安の変で首謀者・由井正雪が駿府城下で自害した事件を機に城外警備の強化が図られ、三加番（草深）が増設された。
現在は各屋敷に勧請されていた稲荷社のみが残存している。

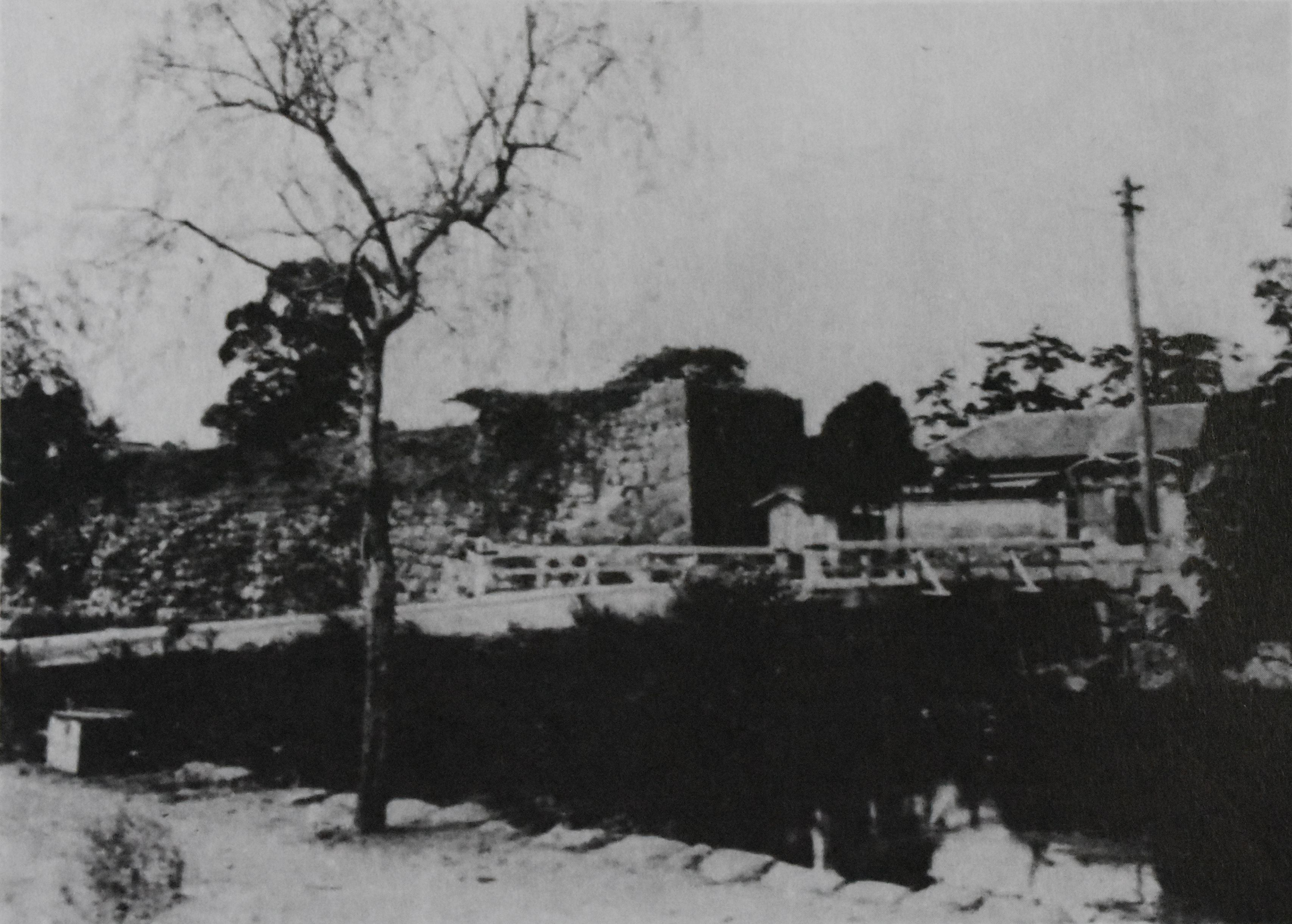
明治初年頃の「横内門跡」
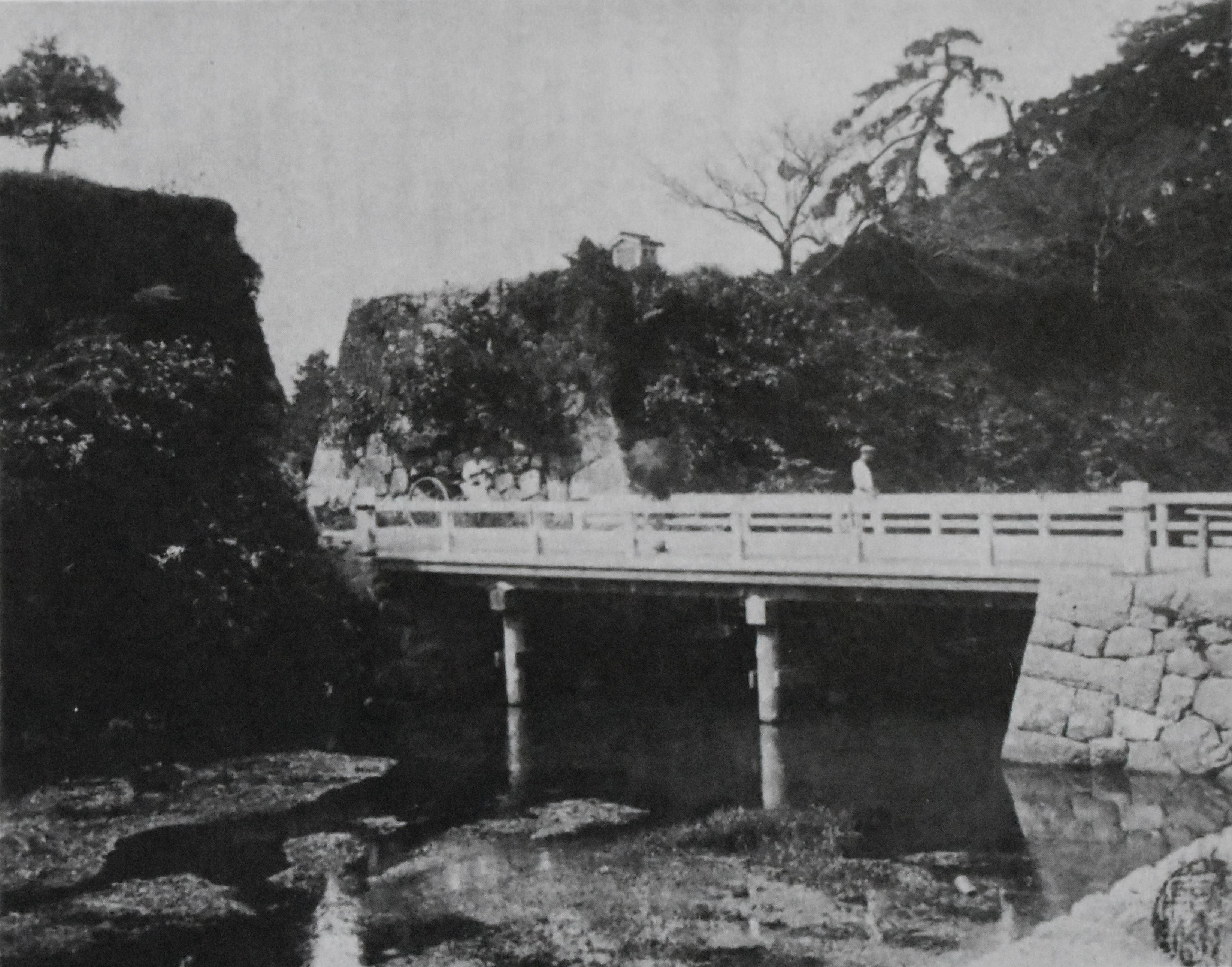
明治初年頃の「草深門跡」
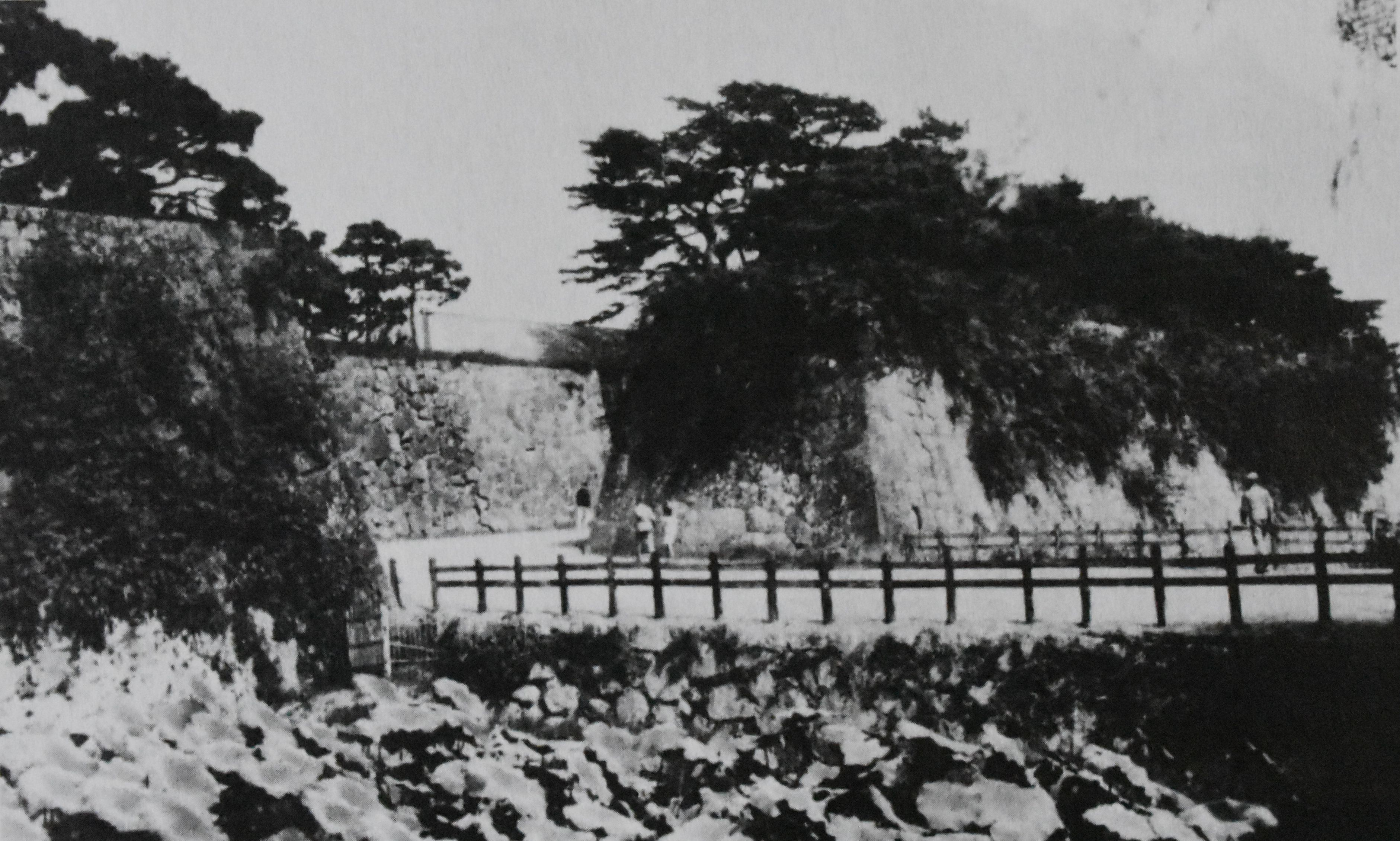
明治9年頃の「大手門跡」
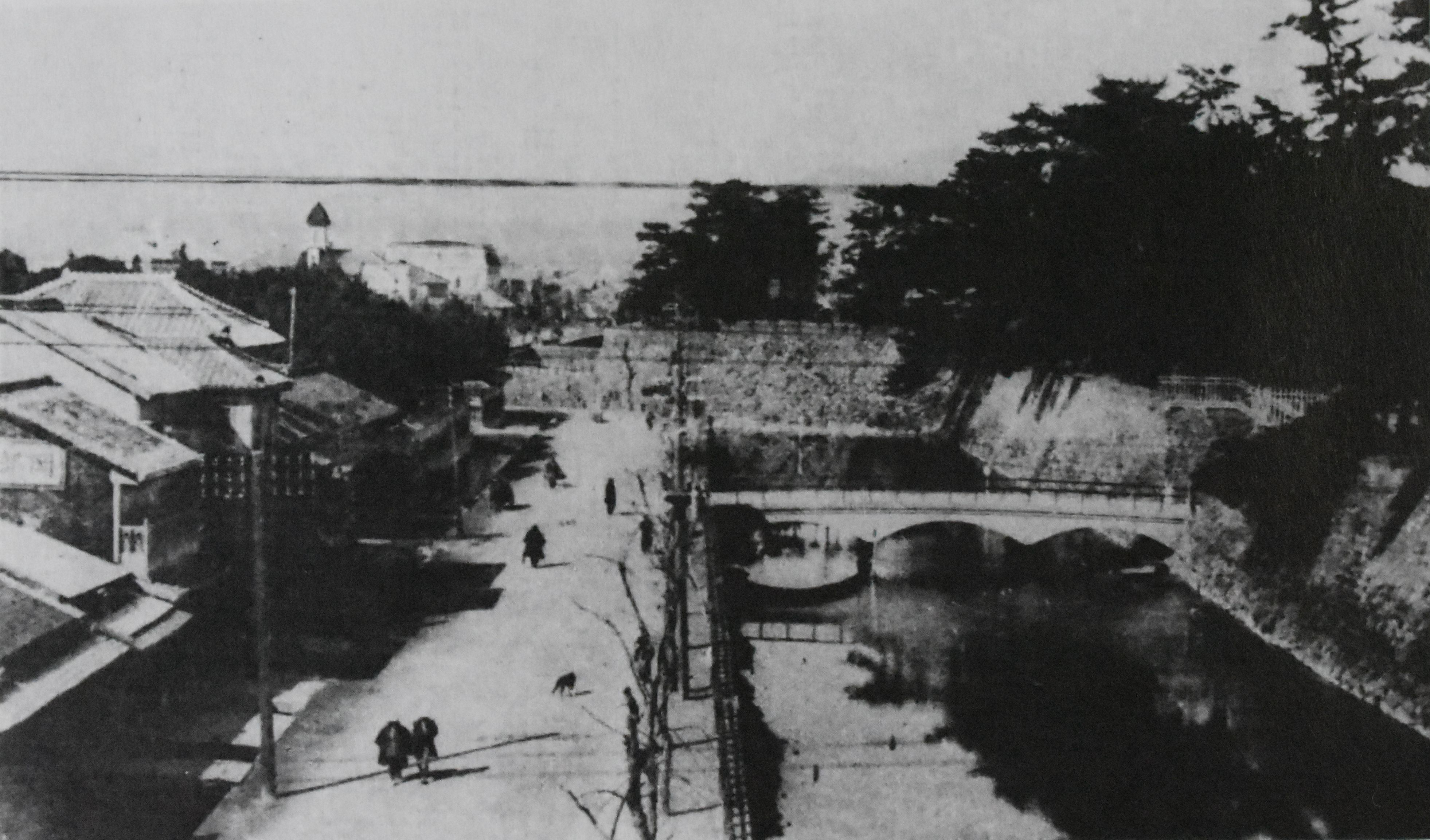
明治30年頃の「城代橋附近」

## 駿府御薬園
駿府城の北側にはかつて駿府御薬園（安東御薬園）と呼ばれる薬園があり、明治期の調査によると薬園の面積は4,200坪に及んだ。薬園は徳川家康が駿府在城時に御樹守五郎左衛門に管理させたことに由来する。寛永年間に一度廃絶していたが享保年間には再び薬草木が栽培され駿府御武具奉行が管理した。1857年（安政4年）まで老中が交代でこの薬園を管轄しており、幕府の採薬使が訪れ薬草を幕府に献上していた。また薬草の一部は江戸の小石川薬園などにも分けられていた。

## 旧三ノ丸
駿府城三ノ丸跡には、国・県・市の公共施設や国公私立教育施設が多数立地している。

### 葵区追手町

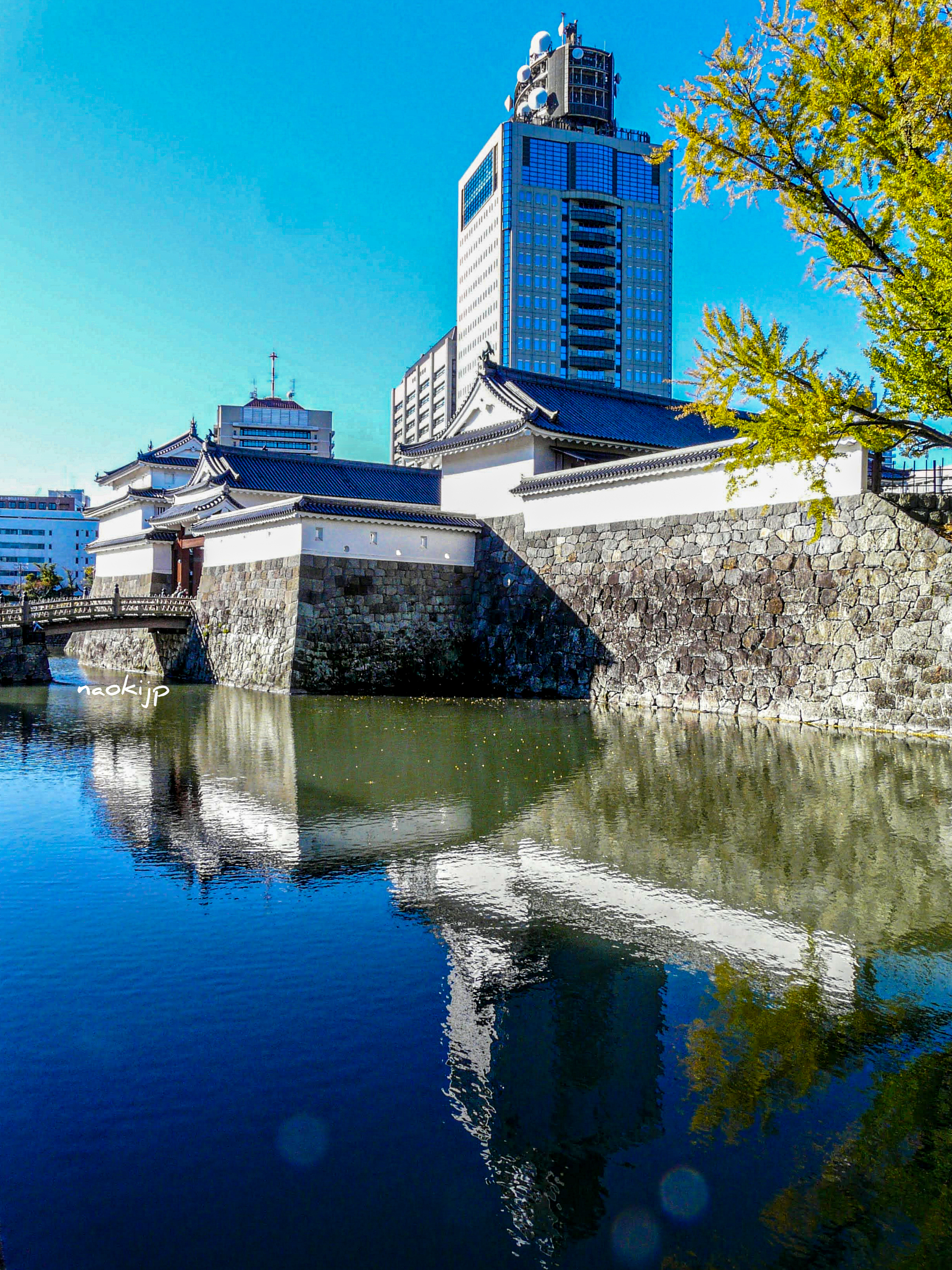
駿府城東御門と静岡県警本部ビル

- 県立葵文庫（1970年、草薙地区（現駿河区谷田）へ移転）
- 旧静岡市立青葉小学校（2007年、城内小学校（現葵小学校）と統合し閉校）
- 静岡市クリエーター支援センター（2016年、葵区七間町へ移転）
- 静岡県警察本部
- 静岡県庁
- 静岡地方検察庁
- 静岡県私学会館
- 静岡地方法務合同庁舎
- 静岡市立静岡病院
- 静岡税務署
- 静岡地方裁判所
- 静岡簡易裁判所
- 静岡雙葉中学校・高等学校

### 葵区城内町
- 静岡聖母幼稚園
- カトリック静岡教会
- 静岡市中央福祉センター
- 静岡家庭裁判所
- 静岡市立葵小学校

### 葵区駿府町
- 静岡市中央体育館

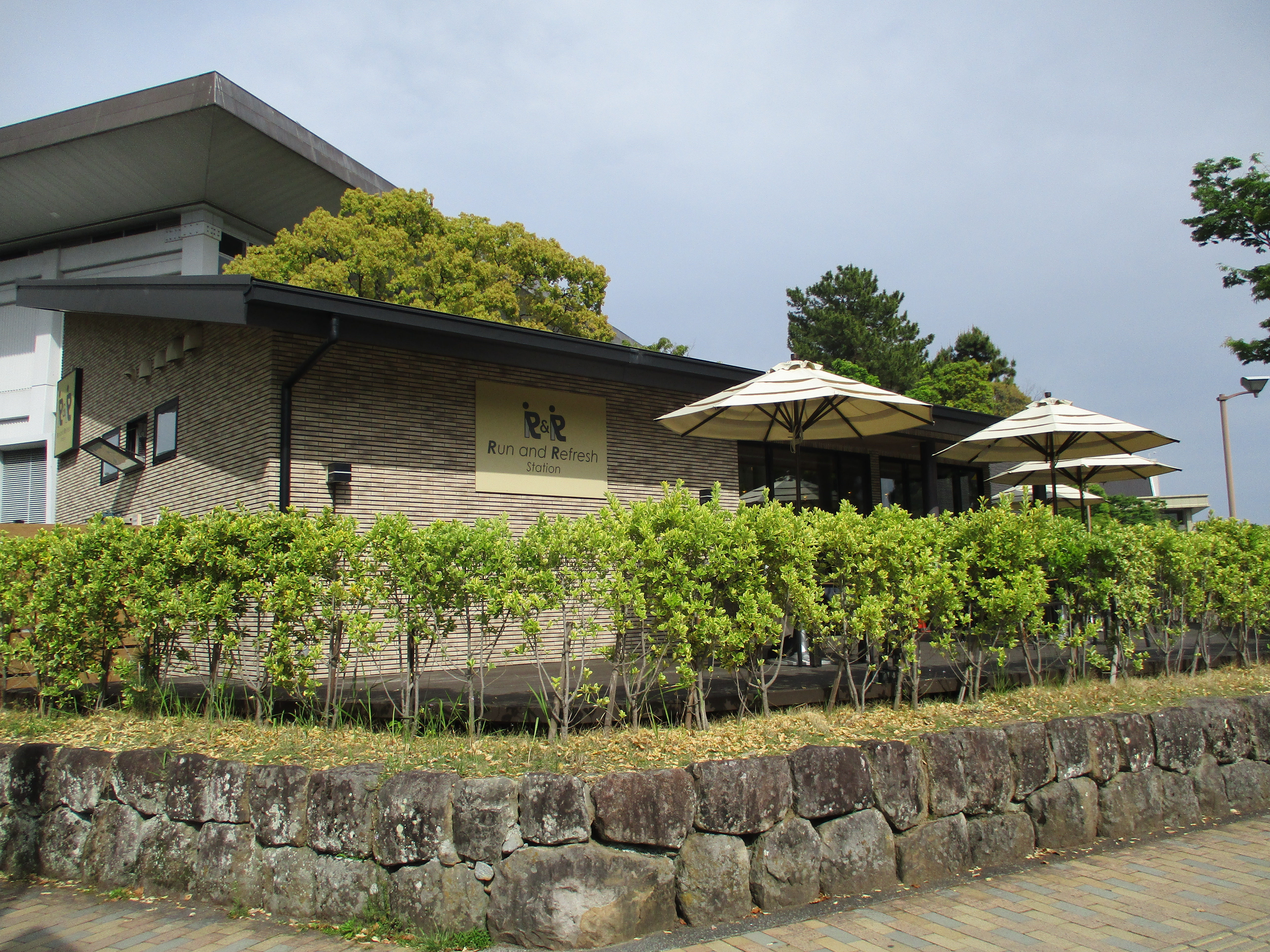
駿府城ラン・アンド・リフレッシュステーション

- 駿府城ラン・アンド・リフレッシュステーション
- 静岡市民文化会館
- 静岡県総合社会福祉会館
- 静岡大学教育学部附属静岡中学校
- 静岡大学教育学部附属静岡小学校
- 静岡市立城内中学校
- 静岡森林管理署
- 静岡県教育会館
- 静岡中央警察署水落交番

## 所在地
- 所在地表記（住居表示実施地区）：静岡市葵区駿府城公園1番1号。
  - 近世における駿河国安倍郡駿河府中（駿府）地内。江戸時代の幕藩体制下における公儀御料駿河府中（駿府）地内。
  - 1868年（慶應4年）に諸旗本領を吸収合併して以降の静岡藩安倍郡府中（駿府）地内。
  - 1869年（明治2年）に「駿府」を「静岡」と改称して以降の静岡藩安倍郡静岡 地内。
  - 1871年8月29日（明治4年7月14日）の廃藩置県断行後における静岡県安倍郡静岡 地内。
  - 1873年（明治6年）5月24日の大区小区制施行後における静岡県第4大区5小区静岡追手町。
  - 1878年（明治11年）7月22日の郡区町村編制法施行後における静岡県安倍郡静岡追手町。
  - 1889年（明治22年）4月1日、市制・町村制度施行に伴い静岡市が発足し静岡市追手町。
  - 1966年（昭和41年）6月1日、住居表示実施に伴い旧追手町を追手町、駿府町、城内町、駿府公園の4町に分割。中堀（二ノ丸堀）以内は静岡市駿府公園となる。
  - 2003年（平成15年）4月1日、新生静岡市が発足する。（旧静岡市の地域は町名変更なし）
  - 2005年（平成17年）4月1日、政令市化に伴い行政区設置。静岡市葵区駿府公園となる。
  - 2012年（平成24年）4月1日、公園名を「駿府公園」から「駿府城公園」に改称に伴い町名も変更され、静岡市葵区駿府城公園となる。

## 交通アクセス
公共交通機関
●静岡空港からアクセスバス（有料）で●静岡駅まで約54分。●静岡駅から徒歩で約10分。
 東海道新幹線 CA JR東海道本線 ●静岡駅から徒歩で約10分。
❚❚ 静岡鉄道 静岡清水線 ●新静岡駅から徒歩で約5分。
自家用車等
国道1号を西へ走って●静岡駅前付近に着けば、北北西の方向に駿府城公園がある。
国道362号を東へ走って「安西四丁目」交差点から「昭和通り」（国道362号）に入り、●静岡駅がある南西方面へ進む。安西から数えて5つ目の信号がある「本通三丁目」交差点を左折し、2つ目の信号まで進めば目の前（北東方向）に駿府城公園（坤櫓）が見える。